# Ohnivé znamení
Ohnivé znamení s podtitulem Příběhy ze starých časopisů (1990) je antologie českých povídek a komiksů (Rychlé šípy, Mrzuté příhody kačera Donalda), kterou v roce 1990 vydalo vydavatelství Blok. Editorem antologie je Jaroslav Novák.
Antologie vychází z časopisů Mladý hlasatel, Vpřed a Malý čtenář, komiksy Rychlých šípů, ač původem také z Mladého hlasatele a Vpředu, jsou reprodukovány z vydání z přelomu 60. a 70. let (Puls, Ostrava).
Podle ediční poznámky byla kniha připravena do tisku už v roce 1988.
Na Ohnivé znamení navazuje Zlaté údolí (Blok, Brno, 1991).

## Obsah knihy
| - B. Baum: Divoch - Jiří Horn: Vrata smrti - Josef Kopta: Sedmihlásek a jeho rod - Jaroslav Marcha: Skalosmrt - V. Petřík: V boji o zlato severu - L. Severin: Africká noc - Frank Wenig: Dobrá zpráva - P. Čeřeň - Mořský pirát - Zelená zmije - Alois Musil - Na koni - Dachílak - Z tebe vyroste hrdina - Hrdinná Hasna - Otakar Batlička - Otrávený šíp - Jistá výhra - Černý Buddha - Velké kouzlo - Potápěč Oliver Ward - Chytrý Farguson - Dobrý typ - Na konci světa - Plamenné moře - Nuget - Noční let - Lesní muž - Podivná událost - Bílé pero - Souboj - V kraji věčného ticha - Vykuk - El Justicio - Bílá cesta - Kapitán Necita - Letoun číslo 4 - Usměvavý Dick - Perpetuum mobile - Tábor ztracených - Vzpomínka otroka - Ohnivé znamení - Zlatá zrna - Proroctví staré Metuny - Kóta 50 - Žerty a žertíky - Nahluchlý Sandy - Na útěku - Ďáblovo lože - Válečná píseň - Muž pevných zásad - Překvapení - Opičí král - Mluvící bůh - Pýcha předchází pád - V poslední chvíli | Kreslířem všech komiksů Jaroslava Foglara v knize je Jan Fischer - Mirek osvobozuje Jarku - Přistupuje Jindra Hojer - Černí jezdci neumějí prohrávat - Klub Rychlých šípů založen - Rychlé šípy v podzemí - Rychlé šípy na výpravě - Rychlé šípy zachraňují kamaráda - Rychlé šípy se vozí - Rychlé šípy se sázejí - Rychlé šípy závodí - Mirek Dušín je odškodněn - Rychlé šípy na pramici - Rychlé šípy trestají Piráty - Rychlé šípy nalézají Pátka - Rychlé šípy na prázdniny - Rychlé šípy ztroskotají - Rychlé šípy se předstihují - Rychlé šípy luští tajemství - Rychlé šípy najdou rezivý klíč - Rychlé šípy objevují hrob - Rychlé šípy robí šlapohyb - Rychlé šípy bez klubovny - Rychlé šípy na pokraji záhad - Síť záhad se zatahuje - Tajemství dvoukoláku - Rychlé šípy pátrají ve sklepě - Rychlé šípy na omylu - Rychlé šípy hrají divadlo - Rychlé šípy a samoletka - Rychlé šípy nadělují - Rychlé šípy na strágule - Rychlé šípy o Třech králích - Rychlé šípy sáňkují - Rychlé šípy dobývají pevnost - Rychlé šípy na zimním stadiónu - Rychlé šípy odklízejí sníh - Rychlé šípy proti Dlouhému Bidlu - Dlouhé Bidlo kuje pomstu - Dlouhé Bidlo hledá kočičí pracku - Dlouhé Bidlo pod vlivem kočičí pracky - Rychlé šípy u kočičího hrobu - Rychlé šípy modelaří - Rychlé šípy přijímají nováčka - Rychlé šípy cvičí sebeovládání - Rychlé šípy maminkám - Rychlé šípy v nebezpečí - Rychlé šípy a trosečníci - Rychlé šípy v pískových skalách - Rychlé šípy vítězí nad přesilou - Rychlé šípy v cizím táboře - Rychlé šípy v obležení - Rychlé šípy v rachotu hromů - Rychlé šípy u vodotrysku - Rychlé šípy škádlí Rychlonožku - Rychlé šípy napravují kamaráda - Rychlé šípy a první led - Rychlé šípy na zatáčkách - Tonda Pírko volá Rychlé šípy - Rychlé šípy se dorozumí s Tondou - Rychlé šípy usvědčují tyrana - Rychlé šípy stěhují pohovku - Rychlé šípy ukazují své umění - Rychlé šípy na pouti - Rychlé šípy na svatodušní výpravě - Podivná návštěva ze tmy - Rychlé šípy na pomoc zajatci - Rychlé šípy na nepřátelském ostrově - Rychlé šípy bojují na rybníce - Rychlonožka v říši snů - Rychlé šípy svědky neštěstí - Rychlé šípy na žňových pracech - Rychlé šípy na honbě za pašíkem - Rychlé šípy vnikají do chlapeckého domova - Rychlé šípy pronásledováni vrátným - Rychlé šípy v boji s Nočními můrami - Rychlé šípy zneškodňují Noční můry - Rychlé šípy a třída Jarky Metelky |